# Distillerie Larue
 (mai 2016).
La Distillerie LaRue est une société anonyme localisée sur la commune de Cap-Haïtien en Haïti.

## Historique
Fondée en 1962 par Raymond Eugène Nazon sur les bases d'une ancienne usine sucrière, la Distillerie LaRue a été le premier établissement haïtien de ce type à acquérir un moulin à vapeur pour broyer la canne à sucre en se dotant d'une machine Fives-Lille. Ce moulin datant de 1948 est toujours en fonction. Visionnaire et méthodique, Raymond Eugène Nazon a standardisé et amélioré le procédé de fabrication du clairin en utilisant les meilleurs appareils de broyage et de distillation créant ainsi l'unique Clairin Nazon.
En 1973, il a laissé sa place à son fils, Leslie Nazon qui développa l’entreprise en faisant une des plus importantes de la région et le premier producteur de clairin d’Haïti. Suivant cette tradition Leslie Nazon fit de même en 2006 en confiant la direction exécutive à son fils Fabrice Nazon.
La Distillerie LaRue fait aujourd'hui partie intégrante du patrimoine du Nord d'Haïti.

## Produits
Son produit emblématique est le Clairin Nazon. La Distillerie LaRue fabrique aussi du rhum agricole. 

## Production et savoir faire

### La canne à sucre
Toute la canne à sucre utilisée pour la production d'alcool est cultivée sans engrais ni pesticide, elle est coupée manuellement. La Distillerie LaRue est située au cœur d'une plantation lui permettant de subvenir à une partie de ses besoins. Cependant la majeure partie est issue d'autres plantations privée de petits producteurs. De fait elle est un des plus importants pourvoyeurs d’emplois dans le département du nord d’Haïti. Plusieurs milliers d’ouvriers agricoles dépendent des commandes de l’entreprise.

### Extraction du jus et fermentation
L'extraction du vesou et la fermentation alcoolique se fait sous contrôle par des mesures de Brix, pH et densité régulières.

### Distillation
La distillation se fait dans des colonnes Geiemdor en cuivre.